# 赤眼鳟
赤眼鳟（学名：Squaliobarbus curriculus）为輻鰭魚綱鯉形目鯝科赤眼鳟属的鱼类，俗名红眼、红眼鱼、醉角眼、野草鱼。

## 特征
体前部为圆筒形，后部侧扁，長约30公分。银灰色，虹膜上缘为红色，側線上方的鱗片基部皆具黑點。头平扁，鬚兩對，細小易脱落，一對在吻的邊緣，另一對在嘴角。鳍无硬刺，叉形尾鳍。胸鰭、腹鰭及臀鰭淡色至橙黃色，背鰭及尾鰭灰黑，體長可達48.8公分，體重可達1.6公斤。

## 分布
分布于亞洲朝鲜、越南以及中国东部各水系，主要栖息于江河湖泊缓流水体，為常見的經濟魚類，近年來因水壩的修築，族群逐漸減少。该物种的模式产地在广东。